# کار جنسی

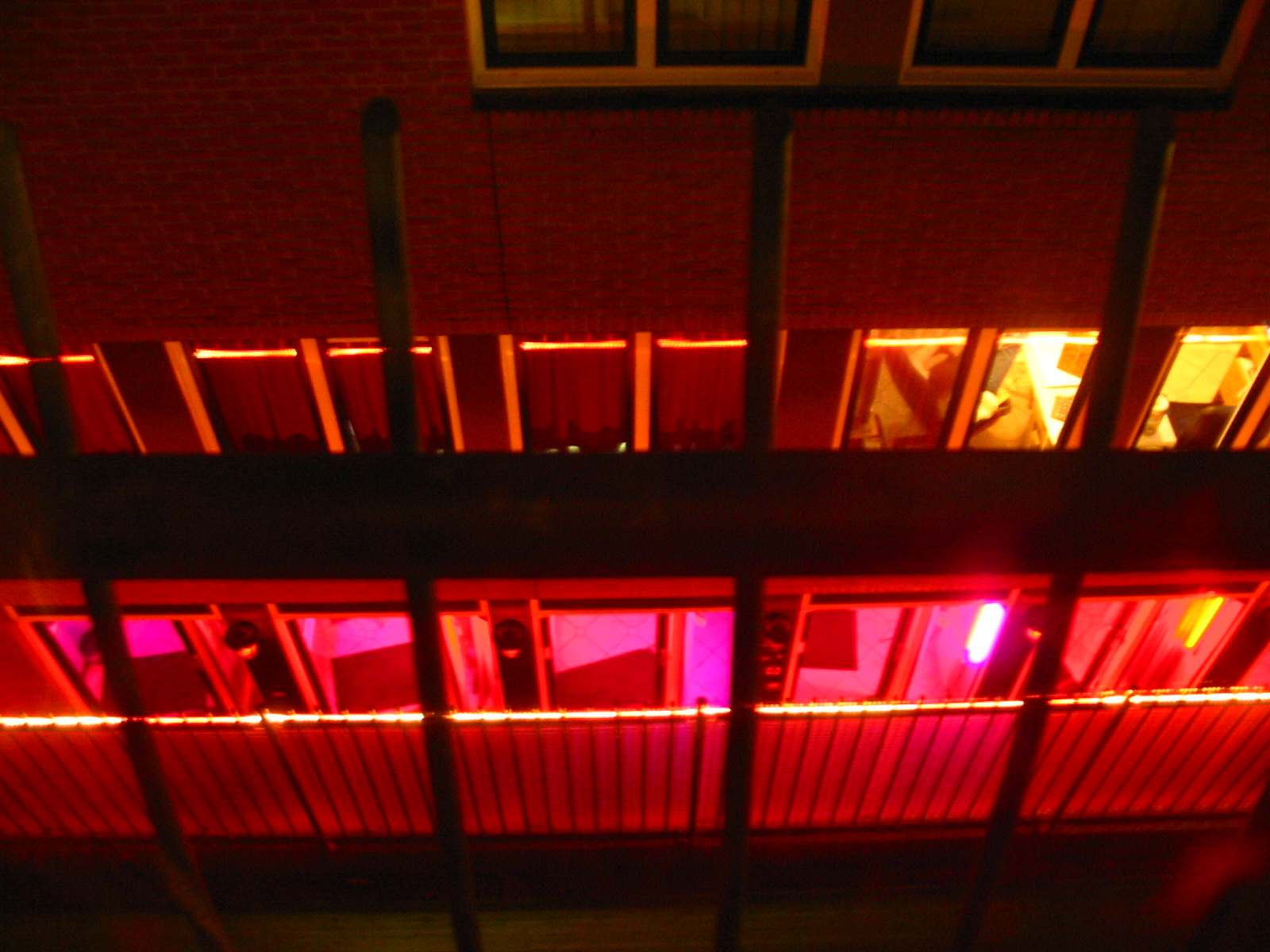
منطقه ردلایت در آمستردام هلند

کار جنسی (انگلیسی: Sex work) مبادله خدمات جنسی، تن‌فروشی، اجراها در عوض مادیات است.